# Прапор Оттіньї-Лувен-ла-Нева
Прапор Оттіньї-Лувен-ла-Нева був прийнятий рішенням ради 30 вересня 1991 року як прапор муніципалітету Оттіньї-Лувен-ла-Нев в провінції Валлонський Брабант. Прапор можна описати так:
Три смуги жовтого, синього та жовтого кольорів у співвідношенні висот 3:2:3
Прапор не був підтверджений урядом Французької спільноти до 18 грудня 1991 року. Прапор відноситься до родини Де Шпангенів, останніх володарів Оттіньї, подібно до першої частини муніципального герба.

Герб Оттіньї-Лувен-ла-Нева